# Rolf Manneck
Rolf Manneck (* 12. Januar 1941 in Rheydt) ist ein deutscher Elektromechaniker und früherer Volkskammerabgeordneter der DDR für die Freie Deutsche Jugend (FDJ).

## Leben
Manneck ist der Sohn eines Arbeiters. Nach dem Besuch der Grundschule und der Oberschule nahm er 1957 eine dreijährige Lehre als Elektromechaniker auf. Danach schloss sich bis 1962 sein Wehrdienst bei der Nationalen Volksarmee an. Im Anschluss war er als Elektromechaniker im VEB Lokomotivbau „Karl Marx“ Babelsberg in Potsdam tätig.

## Politik
Manneck trat 1955 in die FDJ und wurde 1963 Mitglied der FDJ-Leitung im VEB Lokomotivbau Babelsberg, nachdem er 1962 bereits zum FDJ-Sekretär seiner Abteilung gewählt worden war. Er gehörte eine Brigade der sozialistischen Arbeit an.
In der Wahlperiode von 1963 bis 1967 war er Mitglied der FDJ-Fraktion in der Volkskammer der DDR, die unter Vorsitz von Helmut Müller stand.